# ویلی گراف
ویلی گراف (انگلیسی: Willi Graf; ۲ ژانویهٔ ۱۹۱۸ – ۱۲ اکتبر ۱۹۴۳) یک کاتولیک و عضو گروه رز سفید از مقاومت آلمان علیه آلمان نازی بود.

## زندگی‌نامه
ویلی گراف در ۱۹۱۸ در اویسکیرشن متولد شد. در سال ۱۹۴۲، در حالیکه دانشجوی دانشگاه لودویگ ماکسیمیلیان مونیخ بود با سازمان مقاومت علیه نازی، به نام رز سفید آشنا و عضو فعال این گروه مقاومت شد. این گروه توسط هانس و سوفی شول متمرکز بود. نقش اصلی گراف در رز سفید به عنوان یک عضوگیر گروه در سایر شهرها در سراسر آلمان بود. او همچنین در مبارزات ضد فاشیسم و ضد هیتلری شرکت داشت.